# 白鳥の歌 (シューベルト)
『白鳥の歌』（はくちょうのうた、Schwanengesang）D957/965aは、フランツ・シューベルトの遺作をまとめた歌曲集。3人の詩人による14の歌曲からなるが、自身が編んだ『美しき水車小屋の娘』、『冬の旅』とは異なり、『白鳥の歌』は本人の死後に出版社や友人たちがまとめたものであり、歌曲集としての連続性は持っていない。新シューベルト全集では『レルシュタープとハイネの詩による13の歌曲』 D957と『鳩の使い』 D965aと分けられており、そもそも『白鳥の歌』という歌曲集は存在しない扱いになっている。
なお、シューベルトの『白鳥の歌』としては他人の手が入った歌曲集のほか、自身の手による同名の歌曲が2曲あり、それについても解説する。

## 成立の経緯
冒頭に記したように、3人の詩人による歌曲から成立しているが、使用された詩とシューベルトの出会いはさまざまである。

### レルシュタープ
ルートヴィヒ・レルシュタープの詩による7曲の歌曲は、もともとはシューベルトに作曲が依頼されたものではなく、実はルートヴィヒ・ヴァン・ベートーヴェンに依頼したものがベートーヴェンの死により、何らかの経緯でシューベルトにまわってきたものであった。
レルシュタープとベートーヴェンの間柄と言えば、一般にレルシュタープがベートーヴェンの没後に、ピアノソナタ第14番を『月光』と「命名した」ことが挙げられるが、実際にはそれ以前に「ルドラムスの巣窟」というウィーンの名だたる著名人の夕食会に、ともにその名を連ねている。ただし、実際に接触があったかどうかは定かではない。その後、時期ははっきりしないものの、レルシュタープは『白鳥の歌』に使われた7曲分を含む詩集をベートーヴェンに送り、歌曲の作曲を依頼した。ベートーヴェンが送られた詩に実際に目を通したどうかは不明であるが、間もなく1827年3月26日にその生涯を終えたため、レルシュタープの詩による歌曲は作曲されず、レルシュタープも送った詩集はそのまま埋もれてしまったと考えていた。
ところが、『白鳥の歌』が世に出た際、レルシュタープは自分がベートーヴェンに送ったはずの詩にシューベルトが作曲していることに驚く。さらに、ベートーヴェンの信の置けない秘書アントン・シンドラーからレルシュタープが詩に添えた添え書きを渡され、詩がベートーヴェンからシューベルトのもとに渡った経緯の説明を受けた。シンドラーの説明では、ベートーヴェンは詩を受け取ったものの健康状態が芳しくなかったため、シューベルトに作曲を委ねたというが、その真偽は全く不明である。ともかく、詩はシューベルトのもとにわたって、シューベルトはレルシュタープの詩による少なくとも8曲からなる歌曲集の成立を目指して作曲に取りかかった。しかし、実際に完成したのは『白鳥の歌』所収の7曲にとどまり、歌曲集のトップに据える予定であった『生きる勇気』D937 は未完成に終わった。『生きる勇気』が完成しなかったことは、『白鳥の歌』の構成に少なからぬ影響を与えることとなる。

### ハイネ
ハインリヒ・ハイネの詩による6曲の歌曲は、いずれも1826年出版の『歌の本』に拠るものである。
従来「シューベルティアーデ」と呼ばれる内輪な音楽会を開いていたシューベルトの友人たちは、「シューベルティアーデ」が最終回を迎える直前の1828年1月12日に読書会を開き、そこでシューベルトは『歌の本』と出会う。『歌の本』から選び出された詩による6曲の歌曲は8月ごろにはすべて完成し、10月に入ってライプツィヒの出版社プロープストに歌曲の出版を要請する手紙が出されている。シューベルトが当時、金銭的に困窮していたからであった。
なお、ハイネはシューベルトが自分の詩に作曲したことは耳にしており、のちにヨハネス・ブラームスの師となるエドゥアルト・マルクスゼンに宛てた1830年11月18日付の手紙の中で、「死の直前に私の詩にすばらしい音楽を作曲をしたそうだが、残念ながら私はまだ聴いていない」と記している。ハイネが実際に聴く機会があったのか、またその評価のほどなどは一切不明である。

### ザイドル
ヨハン・ガブリエル・ザイドルはレルシュタープ、ハイネ両人とは違ってシューベルトの仲間の一人であり、過去にはザイドルの詩による『さすらい人が月に寄せて』D870、『ちがい』D866-1および『男はたちの悪いもの』D866-2といった作品が生まれている。シューベルトにまつわる俗説としては「優れた詩を選ぶ能力に欠けていた」というものがあるが、そもそもシューベルトは自分の感性を刺激する詩に出会えば、憑き物がついたかのように作曲するのが常であったし、詩の選択に関して言えば、シューベルトはむしろ厳しい目を持っていた。それがたとえヨハン・ヴォルフガング・フォン・ゲーテの詩であっても、感性が刺激されなければ作曲する気が起こらなかった。ザイドルも1828年に、シューベルトの拒否を受けた一人として記録されることとなる。

### 出版
『白鳥の歌』所収の14曲は、おおむね1828年8月ごろには完成した。しかし、シューベルトは1828年11月19日に亡くなり、作曲された14曲は遺作として残されることとなった。遺作は死の翌年の1829年4月、出版商トビアス・ハスリンガーの手によって出版されることとなるが、その背景にはシューベルトの借金を少しでも返済したいという実兄フェルディナント・シューベルトの計らいがあった。『白鳥の歌』の題名はイソップ寓話に由来する。
もともとシューベルトは、レルシュタープとハイネによる歌曲集を作家別あるいはひとまとめにして世に出そうと考えていたという説がある。上述のように、レルシュタープの詩による歌曲集を最低8曲構成で計画したり、金銭的な理由によりハイネの詩による歌曲集だけを先立って出版しようと試みた、あるいはハイネの歌曲集にあと数曲追加する意図があった背景もある。ところが、ハスリンガーは遺された未完の歌曲集を「吟味もせず結びつけ」、また『生きる勇気』が未完成だったこともあって、代わりにザイドルの詩による歌曲を1曲付け加えて「内容とは無関係の表題のもとに集められることになった」。シューベルトの重要な友人の一人であるヨーゼフ・フォン・シュパウンの回想によれば、（ハスリンガーの手が入らない）歌曲集は友人に献呈する予定であった。

## 構成

### レルシュタープの詩による歌曲（7 Lieder nach Gedichten von Ludwig Rellstab）
全体として抒情性が基調となっている。
第1曲「愛の使い」（Liebesbotschaft）
ト長調、4分の4拍子
旅をしている若者が、遠く離れた故郷にいる恋人に、「もうすぐ帰るから心配しないで」という一言を、流れる小川に託する、という愛の歌である。曲は小川の流れを模した16分音符の伴奏で始まり、美しいレガートで恋人への想いが歌われる。
第2曲「兵士の予感」（Kriegers Ahnung）
ハ短調、4分の3拍子
「兵士の憩い」と訳されることもあるが、“Ahnung”は「予感」の意である。故郷から遠く離れた戦場にある兵士が、故郷の恋人を思う歌である。
第3曲「春の憧れ」（Frühlingssehnsucht）
ト長調、4分の2拍子
心を騒がす春に対する憧れを歌った歌曲。
第4曲「セレナーデ」（Ständchen）
ニ短調、4分の3拍子
シューベルトの歌曲の中で最も有名なものの一つ。恋人に対する切々たる思いを、マンドリンを模した伴奏の上に歌いあげる。
第5曲「住処」（Aufenthalt）
ホ短調、4分の2拍子
“Aufenthalt”という題はドイツ語のhalt（止まる）からきた言葉で、「滞在地」という意味である。よく「わが宿」、「仮の宿」という訳題が与えられている。流れる河、ざわめく森、寂しい野こそが私の居るべき場所である、というさすらい人の厳しい心情を歌った曲である。
第6曲「遠国にて/はるかな土地で/遠い地にて」（In der Ferne）
ロ短調、4分の3拍子
故郷も家族も一切捨てて世俗から逃れようとする男の姿を描く。バリトン歌手ディートリヒ・フィッシャー＝ディースカウは、この歌曲の基本思想は『冬の旅』の諸曲から生まれ出たものであると評する。
第7曲「別れ」（Abschied）
変ホ長調、4分の4拍子
故郷に別れを告げて新天地に赴く主人公を乗せた馬車を表現している。その別れは暗いものではなく、基本的には心機一転の境地を表現した明るい意味合いでのものであるが、6度にわたって繰り返される訣別の言葉は、むしろ別れに対する未練を表現している。
レルシュタープの詩による歌曲の順序は原詩の通りに並んでいるが、国際フランツ・シューベルト協会代表を務めた實吉晴夫は、この曲はシューベルトがレルシュタープの詩と訣別する意味の曲であるという説を提唱している。
第8曲となる予定だった「生きる勇気」（Lebensmut） D937は変ロ長調、4分の3拍子で、24小節までのスケッチが残されている。

### ハイネの詩による歌曲（6 Lieder nach Gedichten von Heinrich Heine）
上述のように、すべてハイネの『歌の本』の中にある「帰郷」からとられた詩。これまでのシューベルトの作品にみられなかった大胆な転調、言葉の分解、朗誦性など斬新な作曲技法が目立つ。シューベルト晩年の境地。
第8曲「アトラス」（Der Atlas）
ト短調、4分の3拍子
畑中良輔は、全音楽譜出版社版の「白鳥の歌」の楽譜の解説で、ドイツ・リートがこの曲に至って遠心的な世界を得た、と評している。20世紀の歌曲伴奏者ジェラルド・ムーアは、その著書『歌手と伴奏者』の中で、声質の軽い人は、どんなにこの曲が好きでも（また、歌った後どんなに気分がよくても）、断じて手を出すべきではない、なぜなら、第一声から聴く人に「私は全世界の不幸を背負ったアトラスだ」、と納得させる深さと強さが必要だからである、と述べている。
音楽は右手のトレモロと、左手の一貫して奏される付点音符の力強い伴奏で開始され、そこに全世界の苦悩を負ったアトラスが、朗々と、しかし悲劇的に歌いだす。中間部につながる部分では、かなり斬新なドッペルドミナントの読み換えによる転調が聞かれる。中間部では、「おごった心よ、おまえが限りなく幸福になるか、もしくは限りなく不幸になるかを望んだため、俺は今不幸なのだ」と歌い、冒頭の音楽が戻ってきて、力強く全曲を閉じる。
第9曲「君の肖像/彼女の肖像」（Ihr Bild）
変ロ短調、4分の4拍子
伴奏は全曲にわたってピアニッシモで進められる。恋人を失った男が恋人の肖像を見つめ、一度は過去を思い返すも恋人がいなくなった現実に振り返る様子を描く。
第10曲「漁師の娘」（Das Fischermädchen）
変イ長調、8分の6拍子
海辺で戯れる若い男女を表現。「シューベルトはハイネの皮肉を的確に表現していない」という批判もあるが、むしろシューベルトはハイネの原詩を旋律によって的確に表現しており、フィッシャー＝ディースカウは「この詩のもつ優美な重苦しさは、シチリアーノでこれ以上軽やかには表現できないであろう」と評する。
第11曲「街」（Die Stadt）
街にある水辺の情景を表現しているが、全体としては憂鬱なイメージが支配しており、シューベルトは「暗い自然を描写」する旋律をもって孤独を引き立たせている。
第12曲「海辺にて」（Am Meer）
自由な、しかし模範的な形式をもって構成され、抒情とレチタティーヴォが巧みに融合された歌曲。
第13曲「影法師」（Der Doppelgänger）
ロ短調、4分の3拍子
恋に破れた者が、己の慟哭を映し出す影(ドッペルゲンガー)を、失恋したその場所で見出す、というきわめて自嘲的かつ現代的なハイネの詩に、シューベルトはわずか21小節からなる音楽を付けた。音符は極限まで切り詰められ、歌唱声部は付点のリズムによって極度の緊張感を生み出す。
ハイネによる歌曲の最後を飾るこの「影法師」は、ムーアが前掲書で述べているように、まさにこのハイネ歌曲の、そしてシューベルト晩年の歌曲様式の頂点をなす作品である。言葉の分解と朗誦的な歌唱テンポ、単純な和音だけによる伴奏は、ドイツ芸術歌曲における言葉と音楽との関連性を極限まで追求した究極の形に他ならない。構成はあまりにも複雑であり、フィッシャー＝ディースカウは「シューベルトの天才性によってはじめてこの曲の叙唱の音楽外的な技術を完全に使いこなすことができた」と評している。
なお、日本では「影法師」の題名が使われてきたが、近年は原語通り「ドッペルゲンガー」とする例も増えている。

### ザイドルの詩による歌曲（Ein Lied nach Gedichte von Johann Gabriel Seidl）
第14曲「鳩の便り」（Die Taubenpost）（D.965A）
ト長調、2分の2拍子
シューベルトの絶筆とされている。愛すべき抒情的な歌曲。レルシュタープおよびハイネによる曲と最終曲『鳩の使い』とではあまりに色合いが違うが、フィッシャー＝ディースカウは『鳩の使い』について、『美しき水車小屋の娘』の様式への回帰を示唆している。

## 編曲と日本語版
ジャック・オッフェンバックによる「セレナーデ」の、アントン・ヴェーベルンによる「君の肖像」のオーケストラ編曲版が存在する。前者においてオッフェンバックは、マンドリンを模した伴奏をピッツィカートに置き換え、さらに装飾音などを施して深みを増やしている。　
松本隆による現代日本語版の録音（テノール：鈴木准、ピアノ：巨瀬励起）が2018年4月18日、日本コロムビアよりリリースされている。松本にとって「冬の旅」（1992年、BMGビクター）「美しき水車小屋の娘」（2004年、avex io）に次ぐシューベルト3大歌曲集日本語訳プロジェクトの完結編となった。

## シューベルトの「真筆」の『白鳥の歌』
一般に「シューベルトの『白鳥の歌』」といえば上記の歌曲集を指すが、それとは別にシューベルトは『白鳥の歌』と題する歌曲を2曲作曲している。
一つはルートヴィヒ・コーゼガルテンの詩による『白鳥の歌』 (Schwanengesang, D318) であり、1815年10月19日に作曲された。シューベルトはこの日に『白鳥の歌』を含む、コーゼガルテンの詩による7曲の歌曲を作曲しているが、フィッシャー＝ディースカウは「(繰り返しの)すべてを聴き手に聴かせる義務があると思う必要はない。この詩人の詩はそのためにはあまりにも内容に乏しい」としている。
もう一つは1822年に作曲されたヨハン・ゼンの詩による『白鳥の歌』 (Schwanengesang, D744) であり、抒情的な小品に位置付けられている。シューベルトはこの同世代の詩人の詩に対しては『白鳥の歌』のほかに『幸福の世界』 (Selige, Welt, D743) の2曲のみ作曲しており、フィッシャー＝ディースカウはこの2曲を「『冬の旅』のための手ならしの作品ともいえる性格」と論じている。